# 조화분석
실제 조석은 불균등하게 움직이는 해와 달의 움직임에 영향을 받아 생성되지만 이를 이와 같이 분석을 하지 않고 해와 달이 적도상에서 지구와 일정한 거리를 두고 각각의 고유속도로 운행을 한다고 가정하여 규칙적으로 일어나는 각각의 조석을 분조라 한다. 각 분조는 실측치로부터 계산되며 각 분조의 1/2를 반조차라고 한다. 가상의 천체가 남중하여 그 분조가 만조가 될 때까지의 시간을 각도로 표시한 것을 지각이라 하며, 이 지각과 각 분조의 반조차를 조화상수라 한다. 조화분석은 각 지점에서의 조석의 실측치에서 조화상수를 구하는 것을 의미한다.